# Samuel Gouet
Samuel Yves Oum Gouet (ur. 14 grudnia 1997 w Jaunde) – kameruński piłkarz grający na pozycji defensywnego pomocnika. Od 2021 jest zawodnikiem klubu KV Mechelen.

## Kariera klubowa
Swoją karierę piłkarską Gouet rozpoczął w klubie APEJES Academy. W 2015 roku zadebiutował w jego barwach w kameruńskiej Première Division. Grał w nim do 2017 roku.
W 2017 roku Gouet został zawodnikiem austriackiego Rheindorfu Altach. Swój debiut w nim w austriackiej Bundeslidze zaliczył 17 lutego 2018 w przegranym 0:2 wyjazdowym meczu z LASK Linz. W Rheindorfie grał do lata 2021.
Latem 2021 roku Gouet trafił do belgijskiego KV Mechelen, a swój debiut w nim zanotował 25 lipca 2021 w wygranym 3:2 domowym spotkaniu z Royalem Antwerp FC.
| Sezon   | Klub             | Kraj    | Rozgrywki         | Mecze | Gole |
| ------- | ---------------- | ------- | ----------------- | ----- | ---- |
| 2015    | APEJES Academy   | Kamerun | Première Division | ?     | ?    |
| 2016    | APEJES Academy   | Kamerun | Première Division | ?     | ?    |
| 2017    | APEJES Academy   | Kamerun | Première Division | ?     | ?    |
| 2017/18 | Rheindorf Altach | Austria | Bundesliga        | 14    | 1    |
| 2018/19 | Rheindorf Altach | Austria | Bundesliga        | 25    | 2    |
| 2019/20 | Rheindorf Altach | Austria | Bundesliga        | 29    | 2    |
| 2020/21 | Rheindorf Altach | Austria | Bundesliga        | 30    | 1    |

## Kariera reprezentacyjna
W reprezentacji Kamerunu Gouet zadebiutował 6 stycznia 2016 roku w zremisowanym 1:1 towarzyskim meczu z Rwandą, rozegranym w Gisenyi.